# Ah Mun
Ah-mun (parfois associé à tort à Yuu-Caax) est, dans la religion maya, le dieu de l'agriculture. 

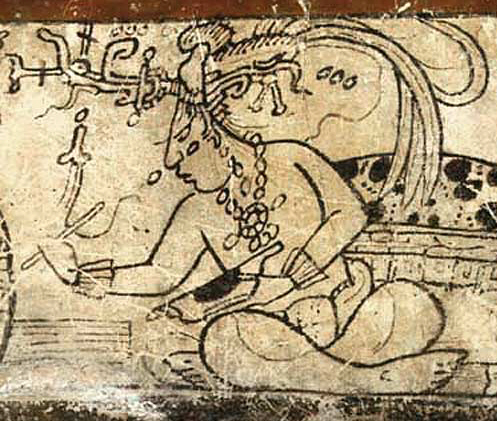
Représentaion de Ah Mun, époque classique

## Dans les codex
Le dieu Ah-Mun est identifié dans les codex sous le Dieu E. Ces codex le représentent impliqué dans de nombreuses activités agricoles.

## Représentation et symbole
Ah Mun est souvent associé au Sud, à la couleur Jaune et au chiffre Huit. Le hiéroglyphe de ce dieu est sa propre tête, coiffé d'un épi de mais, plus ou moins stylisé.
Il est le plus souvent représenté comme un jeune homme coiffé d'un épi de mais, et dont la forme du crâne est fortement allongée.

## Mythologie
Ah Mun avait beaucoup d'ennemis, mais aussi des protecteurs. Cependant, ce dieu n'était pas complètement indépendant, car son destin était lié à d'autres dieux, tels que celui de la mort (Ah Puch), de la pluie (Chicchan), du vent (Huracan), de la sécheresse  et de la famine. Ah-Mun est le dieu tutélaire du Kan (mais mûr) honoré le quatrième jour du mois maya.